# Jan de Ruiter (burgemeester)
J.A. (Jan) de Ruiter (Tolkamer, 6 november 1952) is een Nederlands politicus van de PvdA.
Tot zijn negende woonde hij in Tolkamer waar zijn vader als douanebeambte werkte en daarna is het gezin meerdere keren verhuisd vanwege het werk van zijn vader. Hij heeft in Nijmegen Nederlands en Geschiedenis gestudeerd aan de Nieuwe Lerarenopleiding (NLO). Daarna ging hij in Almelo wonen waar hij docent geschiedenis werd aan een scholengemeenschap. Naast zijn volledige baan studeerde hij in de avonduren voor een eerstegraadsbevoegdheid en toen hij dat gehaald had deed hij daarna zijn doctoraal aan de Katholieke Universiteit Nijmegen.
Verder was De Ruiter actief in de lokale Almelose politiek. Hij is acht jaar gemeenteraadslid geweest waarvan vier jaar als fractievoorzitter. Daarna was hij daar enkele jaren wethouder Ruimtelijk Beleid en Cultuur. In mei 2001 werd De Ruiter benoemd tot burgemeester van Zevenaar. Toen die gemeente op 1 januari 2005 fuseerde met de gemeente Angerlo werd hij waarnemend burgemeester van de (nieuwe) gemeente Zevenaar. Per 1 mei van dat jaar werd hij alsnog per Koninklijk Besluit benoemd tot burgemeester van Zevenaar.
Op 1 september 2016 stopte De Ruiter als burgemeester waarna Jeroen Staatsen hem als waarnemend burgemeester opvolgde.